# 20 kilomètres marche féminin aux Jeux olympiques d'été de 2008
Navigation
Athènes 2004 Londres 2012
L'épreuve du 20 kilomètres marche féminin aux Jeux olympiques de 2008 s'est déroulée le 21 août 2008 à Pékin.
Les limites de qualifications étaient de 1 h 33 min 00 s pour la limite A et de 1 h 38 min 00 s pour la limite B.

## Records
Avant cette compétition, les records dans cette discipline étaient les suivants :
| Record du monde  | 1 h 25 min 41 s | Olimpiada Ivanova | Russie | 7 août 2005       | Helsinki |
| Record olympique | 1 h 29 min 05 s | Wang Liping       | Chine  | 28 septembre 2000 | Sydney   |

## Médaillées
| Or             | Argent                | Bronze        |
| Olga Kaniskina | Kjersti Tysse Platzer | Elisa Rigaudo |

## Résultats
| Rang | Pays         | Athlète                  | Temps               |
| ---- | ------------ | ------------------------ | ------------------- |
| 1    | Russie       | Olga Kaniskina           | 1 h 26 min 31 (RO)  |
| 2    | Norvège      | Kjersti Tysse-Plätzer    | 1 h 27 min 07 (RN)  |
| 3    | Italie       | Elisa Rigaudo            | 1 h 27 min 12 (PB)  |
| 4    | Chine        | Liu Hong                 | 1 h 27 min 17 (PB)  |
| 5    | Espagne      | Maria Vasco              | 1 h 27 min 25 (RN)  |
| 6    | Espagne      | Beatriz Pascual          | 1 h 27 min 44 (PB)  |
| 7    | Irlande      | Olive Loughnane          | 1 h 27 min 45 (PB)  |
| 8    | Portugal     | Ana Cabecinha            | 1 h 27 min 46 (RN)  |
| 9    | Grèce        | Athanasia Tsoumeleka,    | 1 h 27 min 54 (RN)  |
| 9    | Portugal     | Vera Santos              | 1 h 28 min 14 (PB)  |
| 10   | Biélorussie  | Ryta Turava              | 1 h 28 min 26 (SB)  |
| 11   | Russie       | Tatiana Sibileva         | 1 h 28 min 28       |
| 12   | Chine        | Shi Na                   | 1 h 29 min 08 (SB)  |
| 13   | Japon        | Mayumi Kawasaki          | 1 h 29 min 43       |
| 14   | Allemagne    | Sabine Zimmer            | 1 h 30 min 19       |
| 15   | Lituanie     | Sonata Milusauskaite     | 1 h 30 min 26 (NR)  |
| 16   | Ukraine      | Vira Zozulya             | 1 h 30 min 31       |
| 17   | Espagne      | Maria Jose Poves         | 1 h 30 min 52       |
| 18   | Lituanie     | Kristina Saltanovič      | 1 h 31 min 03 (PB)  |
| 19   | Australie    | Jane Saville             | 1 h 31 min 17       |
| 20   | Pologne      | Sylwia Korzeniowska      | 1 h 31 min 19       |
| 21   | Royaume-Uni  | Johanna Jackson          | 1 h 31 min 33 (RN)  |
| 22   | Allemagne    | Melanie Seeger           | 1 h 31 min 56       |
| 23   | Roumanie     | Ana Maria Groza          | 1 h 32 min 16       |
| 24   | Grèce        | Evaggelia Xinou          | 1 h 32 min 19 (PB)  |
| 25   | Japon        | Sachiko Konishi          | 1 h 32 min 21       |
| 26   | Tchéquie     | Zuzana Schindlerova      | 1 h 32 min 57 (PB)  |
| 27   | Australie    | Claire Woods             | 1 h 33 min 02 (=PB) |
| 28   | Corée du Sud | Kim Mijeong              | 1 h 33 min 55       |
| 29   | Kazakhstan   | Svetlana Tolstaya        | 1 h 34 min 03 (SB)  |
| 30   | États-Unis   | Joanne Dow               | 1 h 34 min 15 (SB)  |
| 31   | Slovénie     | Zuzana Malikova          | 1 h 34 min 33 (SB)  |
| 32   | Biélorussie  | Sniazhana Yurchanka      | 1 h 35 min 33       |
| 33   | Ukraine      | Nadiya Borovska-Prokopuk | 1 h 35 min 50       |
| 34   | Colombie     | Sandra Zapata            | 1 h 36 min 18       |
| 35   | Équateur     | Johana Ordonez           | 1 h 36 min 26       |
| 36   | Brésil       | Regina Tania Spindler    | 1 h 36 min 46       |
| 37   | Salvador     | Veronica Colindres       | 1 h 36 min 52 (SB)  |
| 38   | Hongrie      | Edina Fusti              | 1 h 37 min 03       |
| 39   | Australie    | Kellie Wapshott          | 1 h 37 min 59       |
| 40   | Grèce        | Despina Zapounidou       | 1 h 39 min 11       |
| 41   | Lettonie     | Jolanta Dukure           | 1 h 41 min 03       |
| 42   | Guatemala    | Evelyn Nunez             | 1 h 44 min 13       |
| 43   | Portugal     | Susana Feitor            | DNF                 |
| 44   | Malaisie     | Yu Fang Yuan             | DNF                 |
| 45   | Biélorussie  | Elena Ginko              | DSQ                 |
| 46   | Russie       | Tatyana Kalmykova        | DSQ                 |
|      | Chine        | Yang Mingxia             | DSQ                 |